# Serghei Stepașin
Serghei Stepașin (n. 2 martie 1952, China) este un om politic rus, care a îndeplinit funcția de prim-ministru al Federației Ruse (12 mai - 9 august 1999).
1. ↑  Sergej Stepaschin, Munzinger Personen, accesat în 9 octombrie 2017